# Imigração italiana na Paraíba

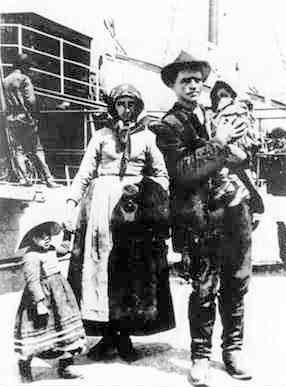
Uma família de imigrantes italianos

A migração de italianos para a Paraíba ocorreu entre as décadas de 1870 e 1920, quando várias famílias italianas escolheram o território paraibano para se fixar. As primeiras levas coincidiram com a época da grande recessão que atingiu a Europa no século XIX, assim como com a independência e a abolição da escravatura no Brasil, que trouxeram a crescente necessidade de realocação de mão-de-obra.
Dos italianos que chegaram precisamente à Paraíba, a maioria veio primeiramente para outros estados, sobretudo Pernambuco, para depois se estabelecer em solo paraibano. Um número menor veio diretamente, visto que os governos da época viam com bons olhos a vinda dessa mão-de-obra em muitos casos bem qualificada.

## Histórico

### Antecedentes
A partir do século XVI, com a vinda de portugueses da metrópole para o Brasil colonial, vários  comerciantes italianos começaram a vir esparçadamente para o Brasil, sem contudo representar uma migração organizada. No livro A Itália no Nordeste: contribuição italiana ao Nordeste do Brasil, de 1992, há a seguinte citação corroborando tal afirmação:
A Paraíba havia recebido numerosos migrantes italianos no século XVIII, como os Sorrentino, Toscano, Jacome, Espinola ou Espindola, Costa, entre outros, que se casaram com descendentes de portugueses e espanhóis, integrando-se à vida e à sociedade locais, como já ocorrera nos primeiros séculos com os Cavalcanti e os Acioli, em Pernambuco.

Sul da Itália, origem da maior parte dos imigrantes chegados à Paraíba.

Uma migração mais organizada começou a ocorrer, porém, quando nos fins do século XIX famílias italianas em busca de paz e condições de vida que não encontravam na Europa emigram para muitas partes do mundo e várias regiões do Brasil, entre elas o Nordeste. Dessa região, os imigrantes escolheram principalmente a Bahia e Pernambuco, sobretudo pelo fato de estes serem os estados nordestinos com os maiores índices de desenvolvimento econômico na época. Entretanto, outros estados — sobretudo a Paraíba, Ceará e Alagoas — também atraíram peninsulares, que viriam a formar núcleos importantes e de expressiva influência social, política e econômica nas sociedades locais. Os que chegavam ao estado preferiam se estabelecer nos maiores centros econômicos, João Pessoa e Campina Grande, mas houve também núcleos em Mamanguape, Pilar e cidades do Brejo, como Areia, solânea, Alagoa Grande e Bananeiras, região de clima mais ameno, em razão das altas altitudes do Planalto da Borborema, das chuvas regulares e dos solos férteis.
Entretanto, as condições econômicas pouco viáveis no estado na época não favoreceram a vinda de maior quantidade desses imigrantes, como aconteceu no Sul e Sudeste, que seriam palco da «Grade Imigração» no Brasil.

### Estatísticas
O Centro Cultural Dante Alighieri, de João Pessoa, realizou um levantamento cujo resultado revelou que havia 326 famílias descendentes desses imigrantes residindo no estado no início dos anos 2000. Já no começo do século passado, por volta de 1920, havia 600 italianos vivendo na Paraíba, segundo o levantamento de feito por Franco Cenni no livro Italianos no Brasil: andiamo in 'Merica, o que demonstra que o estado acabou se tornando o terceiro destino preferido por peninsulares para se estabelecer no nordeste brasileiro, após a Bahia e Pernambuco.
Dados do Instituto Brasileiro de Geografia e Estatística (IBGE) também demonstram que cidadãos vivos nascidos na Itália eram 207 em 1920 e 85 em 1940, residindo sobretudo em João Pessoa.